# RollerCoaster Tycoon 4 Mobile
RollerCoaster Tycoon 4 Mobile es un videojuego de estrategia empresarial y construcción y gestión publicado el 10 de abril de 2014. Fue desarrollado por On 5 Games y publicado por Atari. Fue lanzado para iOS y Android. Fue free-to-play y pertenece a la serie RollerCoaster Tycoon.